# 疏毛白绒草
疏毛白绒草（学名：Leucas mollissima var. chinensis）为唇形科绣球防风属下的一个变种。分布于中国云南、广西、贵州、台湾、福建、湖南、湖北、广东。生于山坡、路旁灌丛。